# Katsusaburō Yamagiwa

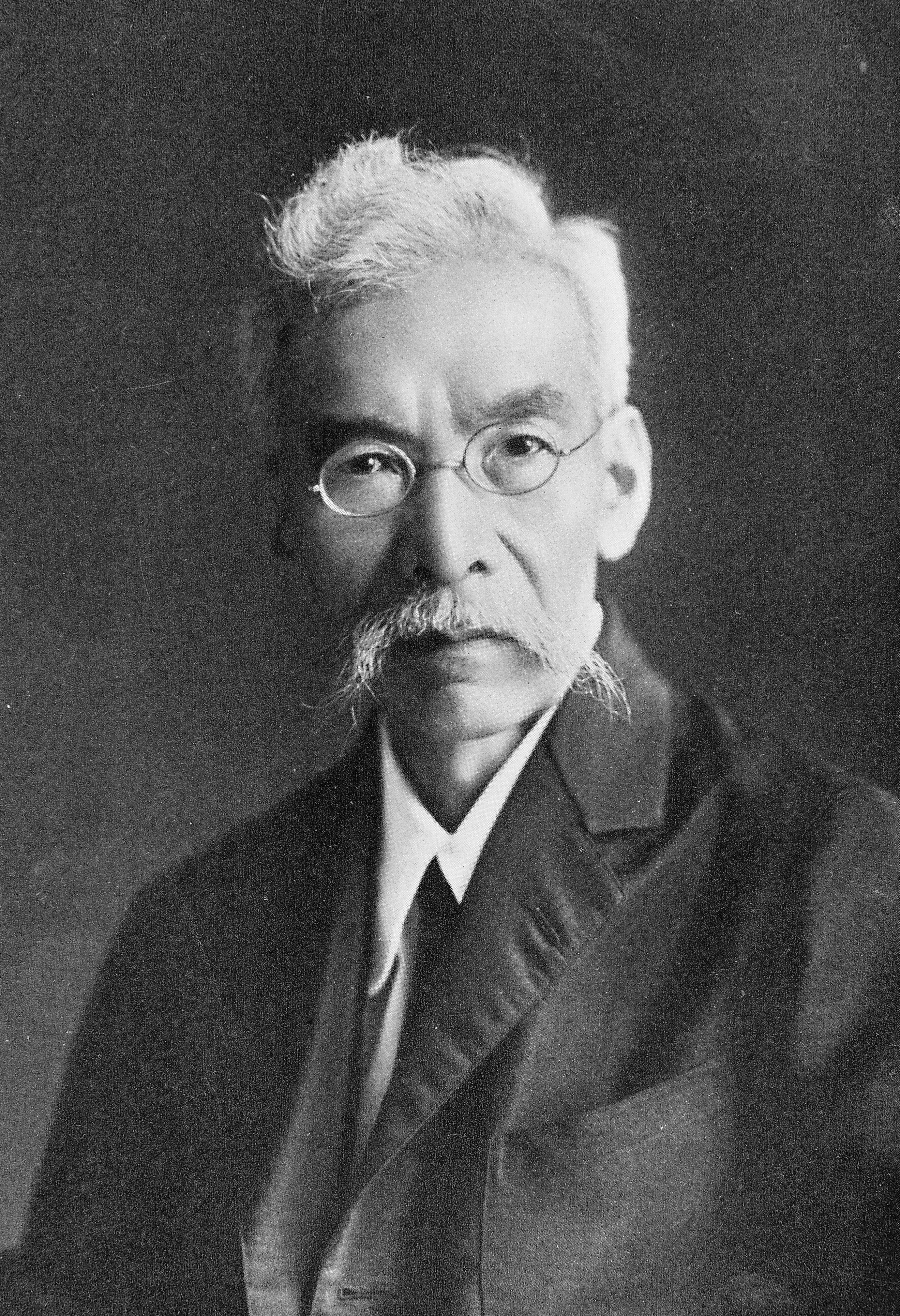
Katsusaburō Yamagiwa

Katsusaburō Yamagiwa (jap. 山極勝三郎 Yamagiwa Katsusaburō; ur. 23 lutego 1863 w Uedzie, zm. 1930) – japoński patolog. Razem ze swoim asystentem Kōichi'm Ichikawą udowodnił, że przewlekły proces zapalny może prowadzić do rozwoju nowotworu.

## Życiorys
Yamagiwa urodził się jako trzeci syn Seisaku Yamamoto w Ueda w prefekturze Nagano. Po restauracji Meiji samurajska rodzina Yamamoto popadła w poważne kłopoty finansowe. W czasie nauki w szkole zdolności Katsusaburō zostały dostrzeżone przez lekarza Yoshiyę Yamagiwę i w 1879 został przez niego adoptowany. Yamagiwa zapewnił mu medyczne wykształcenie. 
W 1880 Katsusaburō Yamagiwa rozpoczął naukę w Szkole Przedmedycznej Cesarskiego Uniwersytetu Tokio. Ukończył studia z wyróżnieniem w 1888 i został asystentem profesora Moriharu Miury, pierwszego wykładającego patologię na Uniwersytecie Tokijskim. W 1891 Yamagiwa został docentem, a w 1892 rząd japoński wysłał go do Niemiec, aby badał tam właściwości odkrytej przez Kocha tuberkuliny. Konflikt z asystentem Kocha i odmienne zainteresowania Yamagiwy skłoniły go do wyjazdu do Berlina i prowadzenia dalszych badań u Rudolfa Virchowa. 
W 1894 Yamagiwa powrócił do Tokio i rok później otrzymał katedrę patologii. Stał na jej czele do 1923, kiedy przeszedł na emeryturę. 
Yamagiwa był honorowym członkiem American Cancer Research Association i Japońskiej Cesarskiej Akademii. W 1919 otrzymał medal Akademii za swoje prace nad karcynogenezą. Został też wyróżniony Nagrodą im. Sophie A. Nordhoff-Jung.
Pięciokrotnie przedstawiano jego nominację do Nagrody Nobla.
W 1897 został wysłany na Formozę, gdzie miał badać epidemię dżumy. Zachorował wtedy na gruźlicę płuc. Zmarł na zapalenie płuc w 1930 roku.

## Wybrane prace
- Wie wird das Wachstum des geimpften Teerkankroides (Stamm Fukuda) durch die nachfolgende Teerpinselung, beeinflusst? Proceedings of the Imperial Academy 4 (6), ss. 313-314 (1928)PDF
- Experimentelle Studie über die Antikörperbildung gegen das Impfkarzinom bei Maus. Proceedings of the Imperial Academy 3 (8), ss. 570-572 (1927) PDF
- Experimentelle Studie über die Resistenzsteigerung gegen Karzinom. Proceedings of the Imperial Academy, Vol. 2 (1926) No. 3 pp.142-143 PDF
- Experimentelle Studie über die Antikörperbildung gegen das Impfkarzinom bei Maus. VIte Mitteilung. Proceedings of the Imperial Academy 5 (7), ss. 297-300 (1929) PDF
- Experimentelle Studie über die Antikörperbildung gegen das Impfkarzinom bei Maus. Proceedings of the Imperial Academy 4 (6), ss. 315-318 (1928) PDF